# Théodore de Banville
Théodore Faullain de Banville (Moulins, 1823. március 14. – Párizs, 1891. március 13.) francia költő, drámaíró, színikritikus.

## Életrajza
Victor Hugo és Théophile Gautier romantikus szellemű követője. Kitűnő verselő, akinek prózája is csupa csín és kecsesség. Több életrajzi cikken kívül számos költeményt írt különféle címek alatt: Les Caryatides (1842), Les Stalactites (1836), Les Odelettes (1856), Odes funambulesques (1857 és 1880), Les Exilés (1866), Nouvelles odes funambulesques (1868), Idylles prussiennes 1870-71 (1872), Trente-six ballades joyeuses (1873), Poésies: Occidentales. Rimes dorées (1875). Több párizsi színpad számára írt darabokat, mint például a Le feuilleton d'Aristophane (1852) és a Le cousin du roi (1875) címűeket, mind a kettőt Boyer-vel együtt. Le beau Léandre (versben, 1856), La pomme (1865) és Gringoire (1866), mely a magyar színpadoknak is állandó, kedvelt darabja, fordította E. D. Budapest, 1881. Említendők továbbá prózai elbeszélő művei, mint: Les pauvres saltimbanques (1853), La vie d'une comédienne (1855), Esquisses parisiennes (1859), Les fourberies de Nérine (1864), Les Parisiens de Paris (1866) stb. Mint színműbíráló 1869-től a Le National napilapnál dolgozott. Összegyüjtött munkái: Comédies (1878) és Poésies complètes (1879, 3 kötet)

## Magyarul
- Banville Tódor: Gringoire. Vígjáték; ford. E. D. [Paulay Ede]; Pfeifer, Pest, 1872 (A Nemzeti Színház könyvtára)
- Gringoire. Színmű; ford. Csepreghy Lajos; Vass, Bp., 1898 (Fővárosi színházak műsora)